# Communisme municipal
Ne doit pas être confondu avec Municipalisme.
Le communisme municipal est un terme mélioratif utilisé en France à l'apogée des Trente Glorieuses dans les années 1950-1960 pour désigner une politique des élus du Parti communiste français axée sur l'école, la culture et la progression sociale des couches populaires.

## Concept
Cette politique sociale de proximité visait à « changer la vie » et contribuait au bien-être des classes populaires. Elle s'appuyait notamment sur les équipements collectifs pour donner accès à tous aux soins médicaux, aux loisirs et à la culture : création de théâtres, de colonies de vacances, et de centres de santé municipaux. « Du portage de repas à domicile des anciens à l’accès gratuit aux services de généralistes et de spécialistes (dentistes, ORL, gastro-entérologues…) dans les centres de santé, le communisme municipal a souvent été pionnier », écrit La gazette des communes. La gratuité et les prix bas sont constamment favorisés, notamment en matière de transport et dans les cantines scolaires.  
Les élus du PCF mettant en place ces politiques sociales étaient eux-mêmes issus en majorité de la classe ouvrière. À l’instar de Marcelin Berthelot à Saint-Denis, ils vivaient en HLM, au milieu des travailleurs. « Les maires ressemblaient à leur électorat, ce qui faisait la fierté des populations », évoque l'historien Emmanuel Bellanger. 

## Histoire
Lors des élections municipales de 1919, « une première vague rouge marque l’enracinement du socialisme municipal dans des communes de traditions industrielles et ouvrières, dont Aubervilliers ou Saint-Denis. Un an après, ces villes rejoindront le Parti communiste nouvellement créé », souligne l'historien Emmanuel Bellanger. Par la suite, « les premières crises urbaines renforcent l’assise de cette banlieue rouge. On estime que 800 000 banlieusards vivaient dans des lotissements défectueux et non raccordés aux commodités. Les municipalités communistes vont alors promouvoir des politiques sociales, avec la création de nombreuses habitations à bon marché (HBM), ancêtres des HLM, la réalisation de cités-jardins par l’office public communal ou la mise en place de centres de santé pour démocratiser l’accès aux soins »..

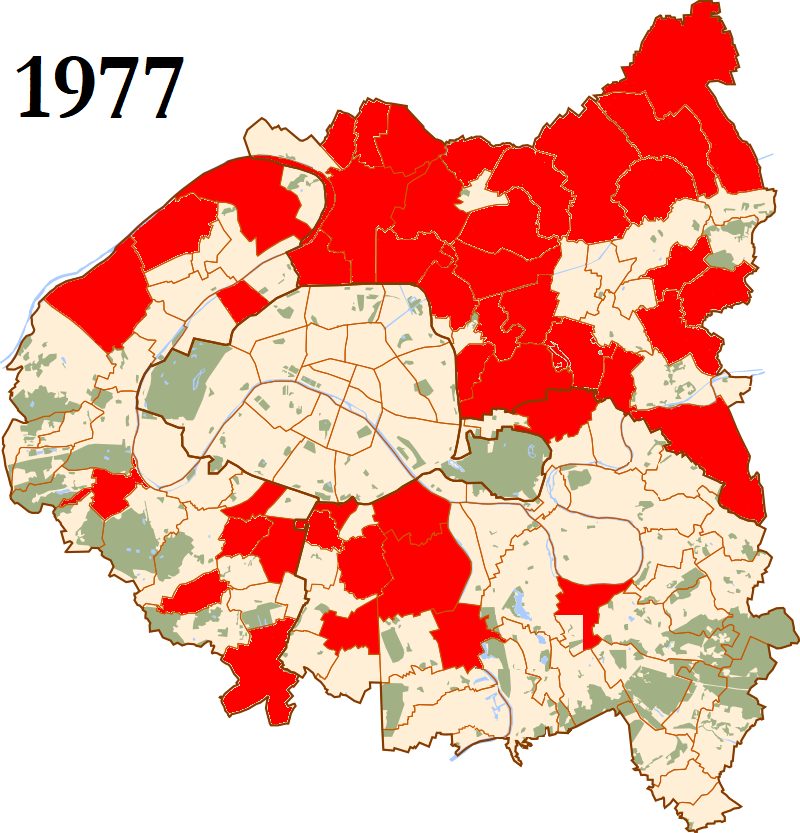
La Ceinture rouge de Paris en 1977

Le communisme municipal a rencontré un grand succès dans la banlieue parisienne, au point de former ce que l'on a appelé la Ceinture Rouge. L'apogée a été atteinte en 1977 avec 54 communes de la première couronne détenues par le PCF. Depuis le déclin, bien que lent, est quasi constant. Mais, sachant que le parti s'est effondré aux élections nationales, par contraste, l'échelon municipal apparaît présenter une grande résistance. Cela peut s'interpréter ainsi : les idéaux communistes ont quitté la classe ouvrière, mais localement les classes populaires sont satisfaites par la politique menée en leur faveur par le PCF.
La Seine-Saint-Denis fut un des derniers départements d'Île-de-France dirigé par le PCF, le Val-de-Marne reste dans son giron aux départementales de 2015. Son implantation y date des élections municipales de 1935. Le département reste depuis un des bastions forts du parti mais, là aussi le déclin se fait sentir. Ainsi, aux élections municipales de 2008, la ville de Montreuil a été perdue au profit de Dominique Voynet (les Verts) puis regagnée en 2015 par un jeune maire PCF Patrice Bessac. Au cœur de ce bastion rouge, la ville de Saint-Denis. Elle abrite un théâtre et un cinéma municipaux, près de 50 % de logements sociaux, et deux tiers des enfants payent moins de deux euros leurs repas à la cantine.

## Des élus en relation étroite avec le PCF
Avec la mainmise du Parti communiste français (PCF), ces élus « se présentaient au nom du parti, pas pour la population »,[réf. nécessaire] selon Julian Mischi, chargé de recherches à l'Inra de Dijon[précision nécessaire] et auteur du Dictionnaire de la gauche.
Dans les années 1980, « les élus ont pris leur autonomie vis-à-vis de l'appareil en raison de l'effondrement de celui-ci », ajoute le chercheur. Un long déclin s'amorce alors pour le PCF dont les élus ne sont plus « montés en grade dans la cellule » mais restent à un niveau local, la politique étant désormais davantage centrée sur la démocratie participative[précision nécessaire]. En 2009, le PCF détient 742 communes contre 247 élus dans des conseils généraux, 183 conseillers régionaux, 21 sénateurs et une vingtaine de députés.
Les scores nationaux ont tendance à chuter sur le long terme, malgré un certain redressement lors des élections cantonales et élections municipales de 2008[réf. nécessaire].
Le maire de Sevran Stéphane Gatignon quitte le PCF pour EELV accusant l'appareil communiste de n'avoir plus pour fonction que d'aider la réélection de ses membres.